# Hüti (Hiiumaa)
Hüti (Duits: Hütti) is een plaats in de Estlandse gemeente Hiiumaa, provincie Hiiumaa. De plaats heeft de status van dorp (Estisch: küla).
Hüti lag tot in oktober 2013 in de gemeente Kõrgessaare, daarna tot in oktober 2017 in de gemeente Hiiu en sindsdien in de fusiegemeente Hiiumaa.

## Bevolking
De ontwikkeling van de bevolking blijkt uit het volgende staatje:
| Jaar            | 2000 | 2011 | 2018 | 2020 | 2021 |
| --------------- | ---- | ---- | ---- | ---- | ---- |
| Aantal inwoners | 3    | 0    | < 4  | < 4  | 4    |

## Geschiedenis
Hüti ontstond bij een voormalige glashut, die in bedrijf was in de jaren 1628-1664. De naam is afgeleid van het Duitse woord Glashütte. De stichter van de fabriek was Jakob De la Gardie, de eigenaar van het landgoed Hohenholm (Kõrgessaare). Na diens dood in 1652 kreeg zijn zoon Axel Julius De la Gardie de leiding. De fabriek maakte vensterglas, glazen potten en flessen. Ook gekleurd glas en melkglas werden er geproduceerd. Bij de sluiting in 1664 was de fabriek niet meer rendabel. Hüti werd pas als nederzetting genoemd toen de fabriek al gesloten was: Hütte Peter in 1726, Glashytta (Zweeds voor ‘glashut’) in 1742 en Hütti in 1798.
Op de plaats waar de fabriek heeft gestaan werd in 2008 een monument van de kunstenaar Valev Sein neergezet: een dode boom met flessen op de takken gestoken. Het monument is in 2013 vernieuwd.
Tussen ca. 1950 en 1997 maakte het buurdorp Sülluste deel uit van Hüti.

## Foto's

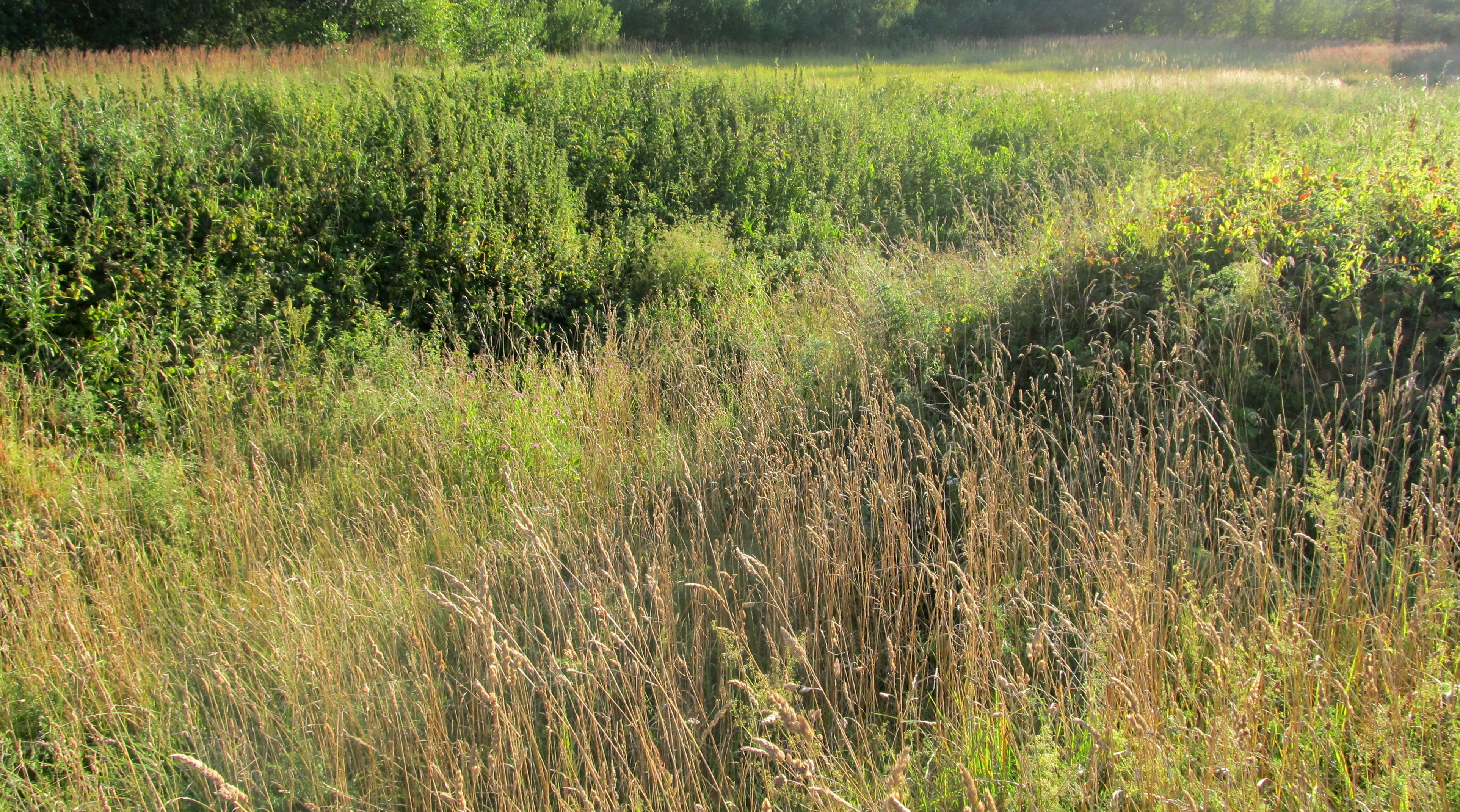
De plaats waar de glashut gestaan heeft
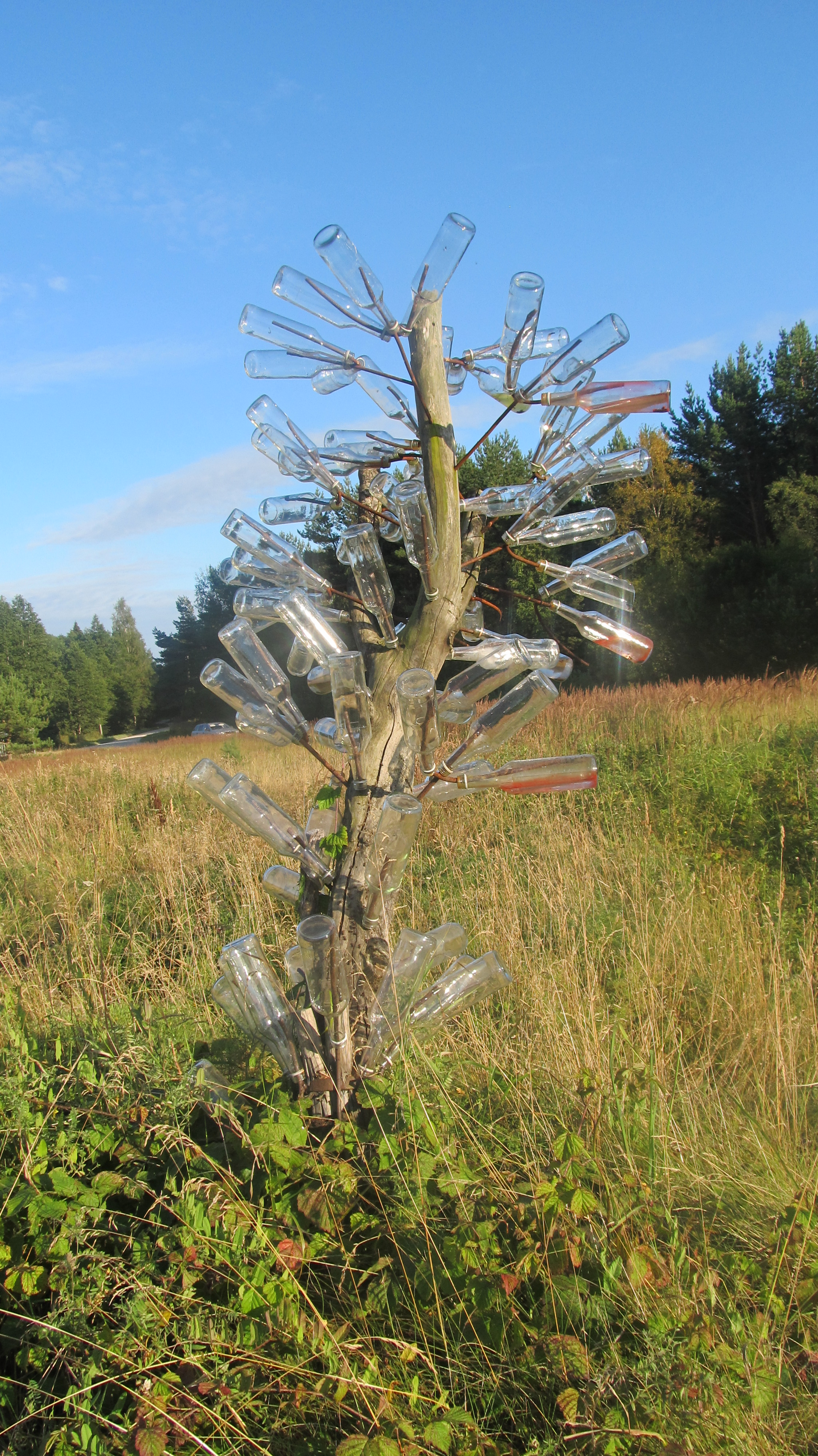
Het monument in 2012
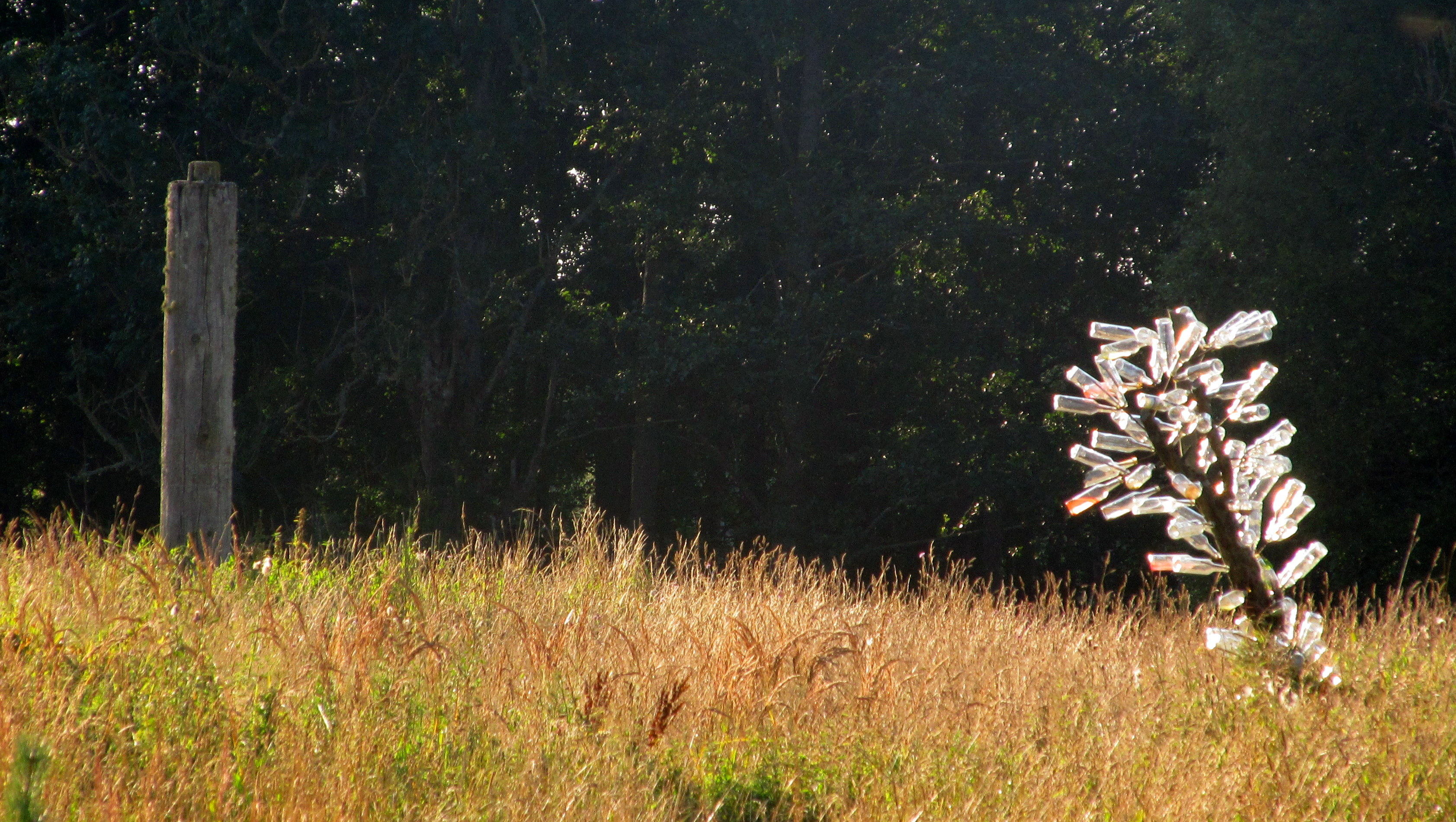
Het monument in 2012